# Pavol Blaho (Strana slobody)
Pavol Blaho (14. června 1903 Skalica – 3. května 1987 Clinton Comer) byl slovenský a československý politik, poválečný poslanec Prozatímního Národního shromáždění za Demokratickou stranu, později jeden z předáků Strany slobody. Po únorovém převratu odešel do emigrace, člen Rady svobodného Československa.

## Biografie
Jeho otcem byl významný politik Pavel Blaho (1867–1927). Před rokem 1938 byl funkcionářem Republikánské strany zemědělského a malorolnického lidu (agrární strana). Za tzv. slovenského štátu spolupracoval s odbojovou skupinou Obrana národa. V roce 1940 utvořil vlastní odbojovou skupinu v Nitře, později působil v odbojové organizaci Flora. Podílel se na přípravě Slovenského národního povstání. Zasedal v povstalecké SNR a vykonával funkci zástupce pověřence železnic.
V poválečném období se zapojil do politického života. Účastnil se v delegaci Slovenské národní rady, která 1. června 1945 jednala s prezidentem Edvardem Benešem a řešila mimo jiné postavení Slovenska v obnovené republice.
V letech 1945-1946 byl poslancem Prozatímního Národního shromáždění za Demokratickou stranu, od dubna 1946 za Stranu slobody. Poslancem byl do roku 1946 do konce funkčního období (do parlamentních voleb v roce 1946).
V březnu 1946 se začal podílet na vzniku nové slovenské politické strany, zpočátku nazývané Křesťansko-republikánská strana, později Strana slobody. Její vznik jako potenciální oslabení Demokratické strany podporovala i Komunistická strana Československa. Nová politická formace měla mít větší katolický akcent. 5. března 1946 si strana podala přihlášku do Národní fronty. Vedení Demokratické strany se snažilo odštěpeneckou frakci izolovat podpisem takzvané aprílové (dubnové) dohody, v níž se zavázalo vyjít vstříc programovým a personálním zájmům katolického tábora. Strana slobody tak sice vznikla, ale nezískala masový ohlas. Pavol Blaho zasedal v jejím předsednictvu. Ve volbách v roce 1946 získala Strana slobody jen několik procent hlasů. V prosinci 1946 se Blaho stal jejím druhým místopředsedou. V listopadu 1947 se stal pověřencem pošt (v 8. Sboru pověřenců, autonomní exekutivní orgán na Slovensku). Během únorového převratu strana nezaujala jasné stanovisko. Blaho se pak stal předsedou „obrozené“ Strany slobody, nyní plně loajální k novému režimu. Podpořil nový kurz před parlamentními volbami v květnu 1948 (ponechal si i post pověřence pošt i v 9. Sboru pověřenců). Krátce po volbách ale odešel do emigrace. Zapojil se do činnosti Rady svobodného Československa jako stoupenec Petra Zenkla a byl členem organizace Stálá konference slovenských demokratických exulantů. V roce 1984 se ještě krátce stal členem výboru Rady svobodného Československa.
Do emigrace odešel 25. května 1948 za pomoci příslušníků finanční stráže a SNB. Žil v Perth Amboy v USA. Zemřel v roce 1987 v Clinton Comer, New York, USA.